# Імператорин
Імператорин — один із фурокумаринів, що синтезується рослинами. Виділений із Urena lobata L. (Malvaceae), дягелю лікарського, Angelica dahurica, Glehnia littoralis, Saposhnikovia divaricata, Cnidium monnieri, Incarvillea younghusbandii, та Zanthoxylum americanum. Біосинтезується з умбеліферону, похідного кумарину.

## Виділення
Процедура виділення імператорину з Urena lobata на достатньому рівні передбачає екстракцію зворотним дистилюванням у бензолі висушених на повітрі та подрібнених у порошок коренів із подальшим розділенням за допомогою хроматографічної колонки.

## Біохімічна активність
Імператорин був ідентифікований у Бібліотеці біоактивних молекул шляхом високопродуктивного скринінгового дослідження на наявність інгібіторів фосфодіестерази PDE4. Він демонструє значну перевагу щодо PDE4B над PDE4A .